# Klaus Neumann
Klaus Neumann (Wettin, 5 de outubro de 1923 — Mittelhof, 10 de dezembro de 2000) foi um piloto alemão da Luftwaffe durante a Segunda Guerra Mundial. Tendo voado em cerca de 200 missões de combate, ele abateu 37 aeronaves inimigas, o que fez dele um ás da aviação, incluindo 5 com um Messerschmitt Me 262.

## Condecorações
- Cruz de Ferro (1939)
  - 2ª classe
  - 1ª classe
- Cruz Germânica em Ouro (25 de outubro de 1944) como Leutnant no 16./JG 3
- Cruz de Cavaleiro da Cruz de Ferro (9 de dezembro de 1944)